# Turismul în Țările de Jos
Turismul în Țările de Jos este foarte dezvoltat, predominant cultural, marile atracții fiind marile orașe Amsterdam și Rotterdam.